# أوديسياس فلاكوديموس
أوديسياس فلاكوديموس (بالألمانية: Odisseas Vlachodimos) و (باليونانية: Οδυσσέας Βλαχοδήμος)‏ وهو لاعب كرة قدم ألماني من أصل يوناني في مركز حراسة المرمى ولد في يوم 26 أبريل 1994 في مدينة شتوتغارت في ألمانيا، يلعب حالياً مع نادي شتوتغارت ولعب مع منتخب ألمانيا لكرة القدم تحت 20 سنة ويبلغ طوله 191 سم وشقيقه الأصغر هو باناغيوتيس فلاكوديموس وألذي يلعب مع نادي أوليمبياكوس ومع اليونان.

## روابط خارجية
- أوديسياس فلاكوديموس على موقع الاتحاد الدولي (مؤرشف)  (الإنجليزية)
- أوديسياس فلاكوديموس على موقع الاتحاد الدولي (مؤرشف)  (الإنجليزية)
- أوديسياس فلاكوديموس على موقع الاتحاد الأوربي (الإنجليزية)
- أوديسياس فلاكوديموس على موقع قاعدة بيانات كرة القدم.إي يو (الإنجليزية)
- أوديسياس فلاكوديموس على موقع ليكيب (الفرنسية)
- أوديسياس فلاكوديموس على موقع ناشيونال فوتبول تيمز (الإنجليزية)
- أوديسياس فلاكوديموس على موقع Soccerbase.com (لاعب) (الإنجليزية)
- أوديسياس فلاكوديموس على موقع Soccerway.com (الإنجليزية)
- أوديسياس فلاكوديموس على موقع عالم كرة القدم.نت (الإنجليزية)
- أوديسياس فلاكوديموس على موقع AS.com (الإسبانية)